# Tempestat de flama
Tempestat de flama és una antologia poètica publicada el 2013 de l'escriptor mallorquí de la postguerra Bartomeu Rosselló-Pòrcel, fins que va morir de tuberculosi el 1938 amb 24 anys. El llibre inclou poemes de les seves tres úniques obres, que són Quadern de sonets (Barcelona, 1934), Nou poemes (Barcelona, 1936) i Imitació del foc (Barcelona, 1938). Aquesta antologia de l'escriptor parteix de la voluntat de permetre identificar en els textos els corrents poètics del purisme, neopopularisme i surrealisme.
Sobre Imitació del foc Màrius Torres va dir que els versos "pel foc que contenen, es redimeixen de la gran falla de bona part de la poesia moderna, la buidor, la romanceria retòrica, l'obsessió de l'originalitat fins a l'absurd". En va destacar sobretot Fragment al camp i Només un arbre a la vorera porta. Julián Marías va exposar que "serà difícil trobar un poeta tan jove i amb una tan perfecta senzillesa", i va destacar Història del soldat per la seva simplicitat i En la meva mort per la seva "força".
El títol de l'antologia és un vers del poema En la meva mort. "Estic cansat de tu, domini fosc / i tempestat de flama". Segons alguns estudiosos aquests versos mostren un trasbals intensíssim dels sentits i una recerca fatigosa i no sempre productiva dels significats, dues característiques atribuïbles a la creació artística.